# Rhagio rondanii
Rhagio rondanii är en tvåvingeart som beskrevs av Mario Bezzi 1908. Rhagio rondanii ingår i släktet Rhagio och familjen snäppflugor. Inga underarter finns listade i Catalogue of Life.